# بخش مالدا (هند)
بخش مالدا (به انگلیسی: Malda district) یک منطقهٔ مسکونی در هند است که در بخش مالدا واقع شده‌است. بخش مالدا ۳٬۷۳۳ کیلومتر مربع مساحت و ۳٬۹۸۸٬۸۴۵ نفر جمعیت دارد.